# Jude Law
David Jude Heyworth Law (sinh 29 tháng 12 năm 1972), thường biết đến trong nghề với tên Jude Law là một nam diễn viên người Anh. Anh đã nhận nhiều đề cử giải Oscar, hai giải Screen Actors Guild, ba giải Quả cầu vàng và hai giải BAFTA. Năm 2007 anh nhận giải César danh dự và được chính phủ Pháp đặt tên Chevalier of the Order of Arts and Letters.
Anh thu hút sự quan tâm của công chúng quốc tế với vai diễn trong phim Ngài Ripley tài ba của Anthony Minghella, giúp anh đoạt giải BAFTA cho nam diễn viên phụ xuất sắc nhất, đồng thời nhận các đề cử giải Quả cầu vàng và giải Oscar cho nam diễn viên phụ xuất sắc nhất. Năm 2004 anh tiếp tục nhận các đề cử Oscar, quả cầu vàng và BAFTA cho vai diễn trong bộ phim chiến tranh hùng ca Cold Mountain (2003).
Hiện nay, anh nổi tiếng trong vai trò đảm nhận vai diễn Phù thủy vĩ đại kiêm Giáo sư Albus Percival Wulfric Brian Dumbledore hay còn được biết đến với cái tên Giáo sư Albus Dumbledore thời còn trẻ trong 2 phần phim Sinh vật huyền bí: Tội ác của Grindelwald và Sinh vật huyền bí: Những bí mật của Dumbledore dựa theo loạt tiểu thuyết cùng tên gồm 5 phần của nhà văn J. K. Rowling - mẹ đẻ của loạt tiểu thuyết gốc nổi tiếng toàn cầu Harry Potter.